# Килли (Корк)
Килли (Киллах; англ. Killeagh; ирл. Cill Ia) — деревня в Ирландии, находится в графстве Корк (провинция Манстер).

## Демография
Население — 521 человек (по переписи 2006 года). В 2002 году население составляло 426 человек.
Данные переписи 2006 года:
| Общие демографические показатели |               |                               |                               |      |      |
| Всё население                    | Всё население | Изменения населения 2002—2006 | Изменения населения 2002—2006 | 2006 | 2006 |
| 2002                             | 2006          | чел.                          | %                             | муж. | жен. |
| 426                              | 521           | 95                            | 22,3                          | 257  | 264  |